# Der Kampf der Tertia (1952)
Der Kampf der Tertia ist ein deutscher Jugendfilm aus dem Jahre 1952 von Erik Ode. In den Hauptrollen spielen Brigitte Rau und Wolfgang Jansen. Der Geschichte liegt der gleichnamige Roman (1927) von Wilhelm Speyer zugrunde.

## Handlung
Irgendwo auf einer norddeutschen Ostseeinsel in einem fiktiven Städtchen namens Boestrum. Die Obertertia des hier ansässigen Gymnasiums gilt als besonders temperamentvoll. Sie besteht nahezu ausschließlich aus Jungs, nur der Wildfang Daniela ist ein Mädchen. Sie muss sich besonders jungenhaft, kämpferisch und burschikos geben, um von den ruppigen Mitschülern nicht untergebuttert zu werden. Und so ist sie bei jedem klassischen „Jungenspiel“ dabei und gilt in vielen Dingen als ausgesprochene Wortführerin. Allmählich gewinnen die Mitschüler den Eindruck, dass Daniela mehr Junge ist als sie und lehnen sich gegen Danielas ruppigen Kommandoton auf. Daraufhin zieht sie sich von der Klassengemeinschaft vorübergehend zurück.
Als sich eine Nachricht verbreitet, der zufolge der Förster Biersack plant, alle Katzen der Umgebung töten zu lassen, um aus deren Fellen Profit zu schlagen, ist bald die Hölle los. Den Gemeinderat hat der alte Katzenfeind bereits von seinem Plan überzeugt. Nun müssen die Schüler der Tertia und Daniela endlich zusammenstehen, um diesen Tiermord zu verhindern. Dabei bekommen die Schüler es auch mit einigen Boestrumer Jugendlichen zu tun, die sich von der Kooperation mit dem Fellhändler einen kleinen Nebenverdienst erhoffen. Es ist die tapfere und mutige Daniela, die sich mit ihren beiden Doggen zur Anführerin der Katzenretter aufschwingt und das Massaker verhindert. Der Kampf der Tertia hat sich gelohnt, und die jungen Schüler erhalten eine Auszeichnung vom ortsansässigen Tierschutzverein.

## Produktionsnotizen
Der Kampf der Tertia entstand im Sommer 1952 im Filmstudio von Hamburg-Wandsbek und in Stade (Außenaufnahmen). Der Film wurde am 21. November 1952 in Berlin uraufgeführt. Bereits am 5. Januar 1958 erfolgte in der ARD die deutsche Fernsehpremiere.
Alfred Bittins übernahm die Produktionsleitung. Hans Luigi gestaltete die Filmbauten. Werner Pohl und Alfred Fuchs zeichneten für den Ton verantwortlich.
Der Roman von Wilhelm Speyer war bereits 1928 unter der Regie von Max Mack verfilmt worden (Der Kampf der Tertia (1928)).

## Kritiken
„Ansprechender und spannender Kinderfilm.“